# Cornelia Cinna minor
Cornelia Cinna minor (94 v.Chr.-76 v.Chr.) was de echtgenote van Gaius Julius Caesar (sinds ongeveer 85/84 v.Chr.). Zij was de dochter van Lucius Cornelius Cinna, consul van 87 tot 84 v.Chr. Hoewel de aanhangers van Lucius Cornelius Sulla bij haar echtgenoot aandrongen van haar te scheiden weigerde deze dit te doen. Cornelia stierf in 68 v. Chr bij de geboorte van hun dochter Julia. Haar broer Lucius Cornelius Cinna zou later als praetor in 44 v.Chr. de kant van de moordenaars van Caesar kiezen.